# Steaua galbenă

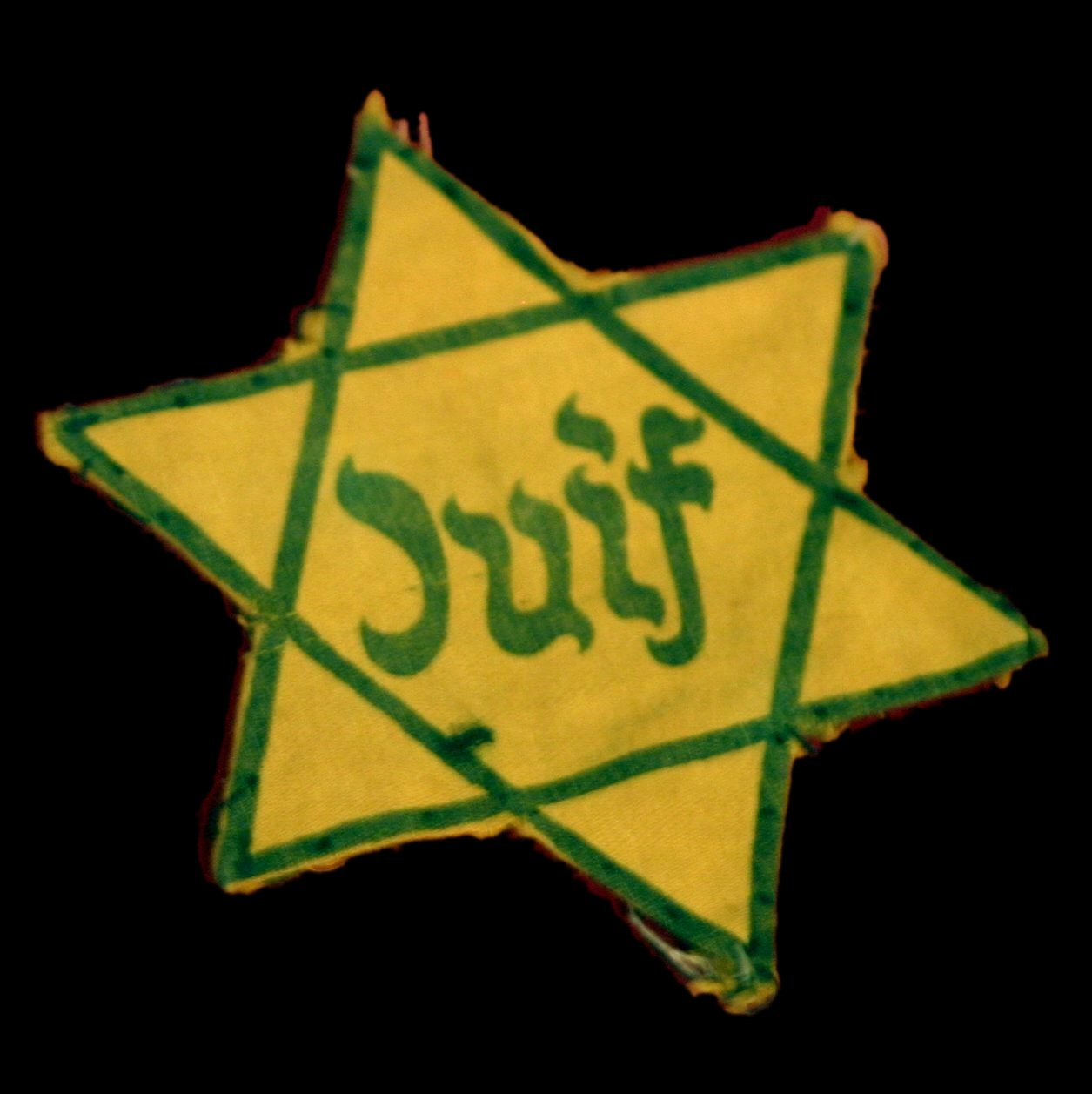
Modelul folosit în Franța.

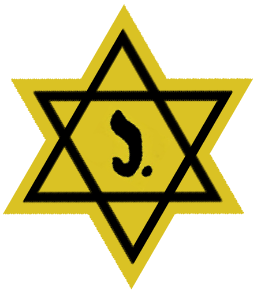
Modelul utilizat în Belgia.

Steaua galbenă (germană Judenstern "steaua evreilor") a fost un dispozitiv de discriminare și de etichetare impus de către Germania nazistă evreilor care trăiau în zonele cucerite în timpul celui de al Doilea Război Mondial, cu puține excepții. 
Bucată de țesătură în formă desteaua lui David, colorate în galben, la fel ca strămoșul său la rowel, și, de obicei, poartă numele local (Jude în Germania, Juif în Franța, Jood în olanda, "J " pentru Jood/Juif în Belgia, " HŽ " în Slovacia etc), caracterul imitând caligrafia ebraică; era obligatoriu să fie cusută pe haine de o manieră inamovibilă, vizibilă, pe partea stângă, fie în față , fie în spate, în funcție de orientările locale. Refuzul de a afișa acest dispozitiv care îi făcea pe evrei identificabili ca atare, a permis protejarea unora, dar ducea la deportarea imediată.
La 3 septembrie 1941, Cabinetul Ministerului de Interne al României a emis un ordin prefecților de județe obligând evreii să a poarte ca semn distinctiv, „Steaua lui David” (steaua galbenă), cusută pe haină, în partea stângă a pieptului. În urma întâlnirii pe care Wilhelm Filderman, care deținea funcția de președinte al Uniunii Comunităților Evreiești, a avut-o cu Ion Antonescu la 10 septembrie 1941, mareșalul a anulat ordinul, totuși în Moldova, Cernăuți și Transnistria evreii erau siliți să poarte semnul distinctiv[6]. Mai mult, Consulatul român din Paris a cerut, dar fără succes, scutirea pentru evreii cetățeni români care se aflau în Franța. 

Articol principal: Steaua lui David